# Офіс торгового представника США
Офіс торгового представника США (англ. The Office of the United States Trade Representative — USTR) — урядова агенція Сполучених Штатів Америки, що відповідає:
- за розробку рекомендацій щодо торгової політики США для президента Сполучених Штатів,
- за проведення торгових переговорів на двосторонньому і багатосторонньому рівнях,
- за координацію торгової політики в уряді через міжвідомчий Комітет персоналу торгової політики (англ. Trade Policy Staff Committee — TPSC) та через Групу з огляду торгової політики англ. (Trade Policy Review Group — TPRG).

Щорічно, відповідно до розділу 301 з поправками Закону про торгівлю 1974 року, Офісом торгового представника США готується «Спеціальний звіт 301». У цих звітах повідомляється про торгові бар'єри для американських компаній і продуктів у зв'язку з законами про інтелектуальну власність, що стосуються авторського права, патентів і товарних знаків в інших країнах.